# Betsy Williamson

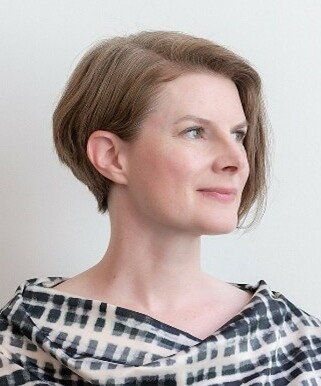
Betsy Williamson

Betsy Williamson (geboren ca. 1970) ist eine kanadische Architektin und Möbeldesignerin. Sie ist Mitbegründerin und Partnerin des Architekturbüros Williamson Williamson in Toronto.

## Leben

### Jugend und Ausbildung
Betsy wuchs in Ontario auf. Ihr Interesse an Mathematik und Kunstgeschichte verband sie im Architekturstudium. Sie schloss mit den Bachelor in Architektur am Barnard College in New York City mit Auszeichnung ab und errang den Master of Architecture an der Harvard Graduate School of Design.
Nach dem Studium arbeitete Betsy Williamson acht Jahre im Architekturbüro Shim-Sutcliff Architects von Brigitte Shim und Howard Sutcliffe und war dort Mitglied des Architektenteam, die das Integral House in Toronto planten.

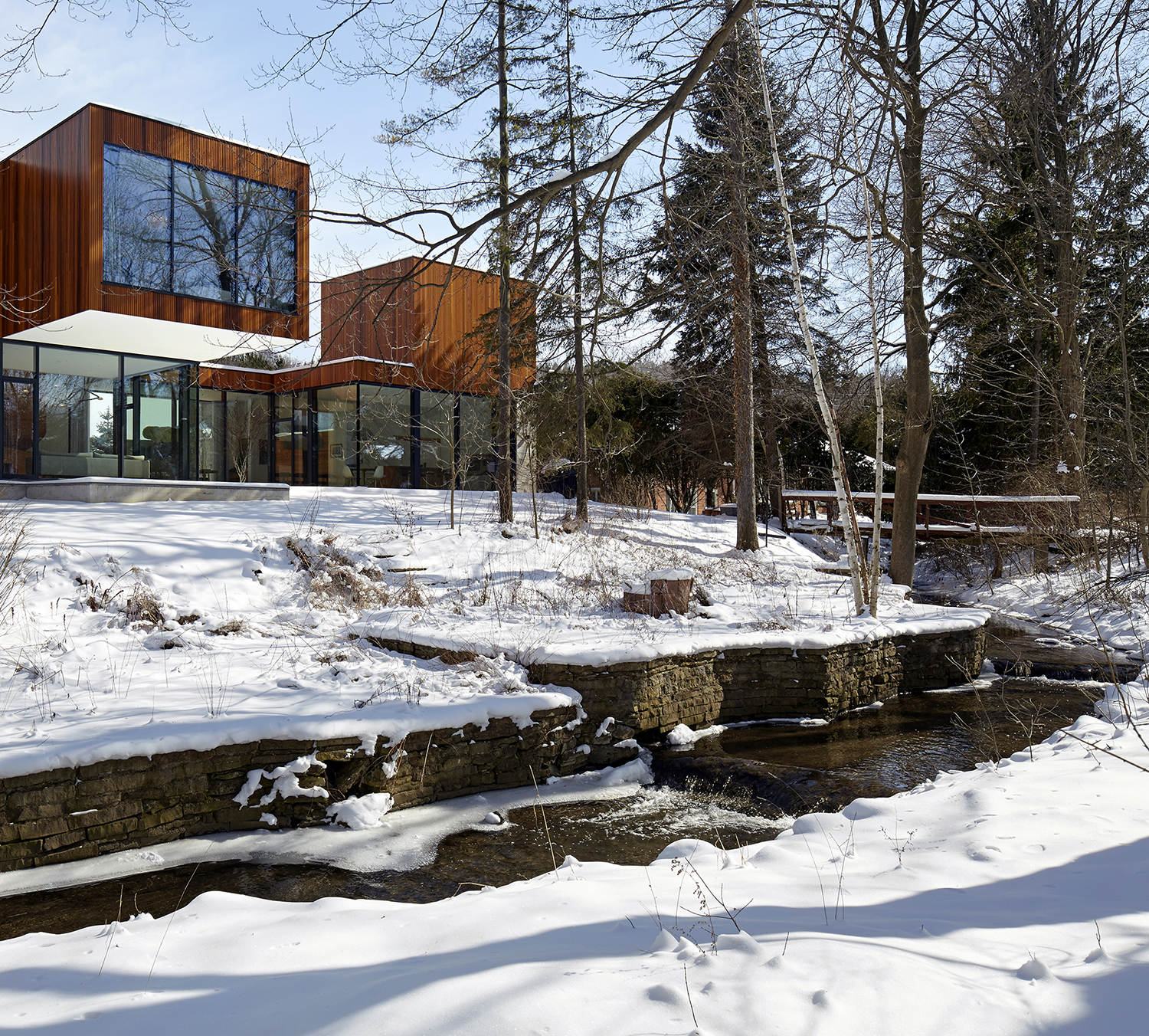
Haus am Ancaster Creek

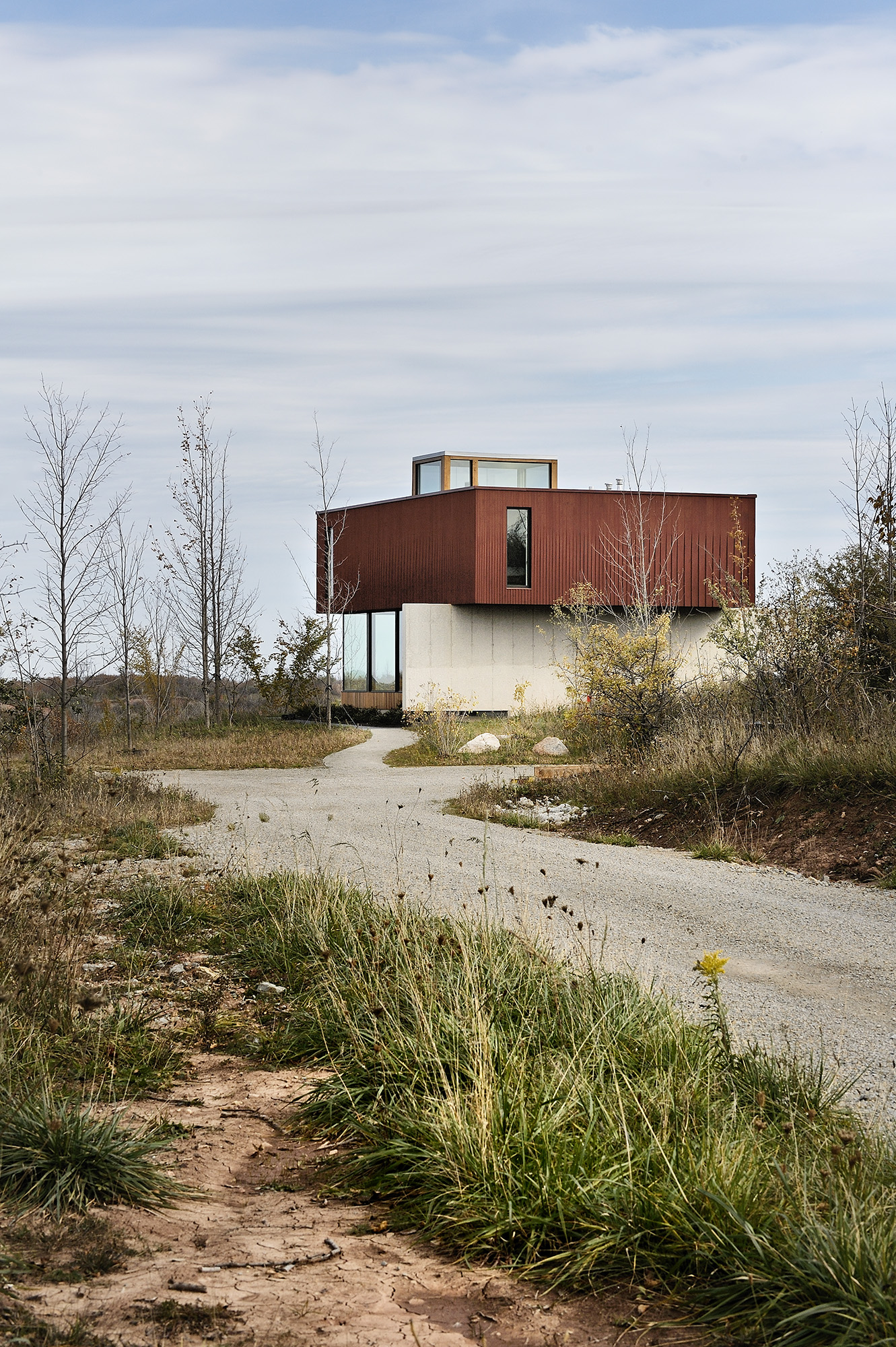
Haus in Frogs Hollow

### Williamson Williamson
2008 gründete Betsy mit ihrem Ehemann Shane Williamson in Toronto das Architekturbüro Williamson Williamson. Im Interview mit Agatha Toromanoff betont sie die gleichberechtigte Arbeitsteilung mit ihrem Mann und auch mit ihrem Team. Aber vor allem liebt sie es, sich auf der Baustelle zu tummeln. Ziel ist es Gebäude zu schaffen, die sowohl schön, als auch langlebig sind und den Anforderungen an umweltschonendes Bauen genügen.
Mit der Aufnahme von Shanes Student Donald Chong als Partner benannten Betsy und Shane Williamson 2011 ihr Architekturbüro um in Williamson Chong Architects. Das Angebot der neuen Firma reichte von Möbeln bis hin zu Masterplänen. Wichtige Schwerpunkte ihrer Arbeit benannten die drei mit Kontext, Materialforschung, wirtschaftliche Bauweise, Gebäudeleistung und kundenorientierte Zusammenarbeit. Ca. 2017 wechselte Donald Chong in eine andere Firma.
Schwerpunktmäßig hat das Architekturbüro Wohnhäuser erstellt, so etwa das Haus in Frogs Hollow,  das Haus am Ancaster Creek in Hamilton (Ontario) und das Haus an der Bala Line in Toronto. Sie zeichnen sich durch eine klare Formensprache aus. Es wurde darauf geachtet, dass der ökologische Fußabdruck möglichst gering ist, daher wird neben Beton und Glas viel Holz verwendet.

### Weiteres Engagement
Unmittelbar nach dem Studium wurde Betsy Williamson Mitbegründerin von Building Equality in Architecture (BEAT), einer Organisation, die Frauen in der Architektur mit Veranstaltungen und Web Content durch Networking und Mentoring unterstützt. Durch die engagierte Thematisierung des Themas „Gleichberechtigung“ konnten bald positive Entwicklungen in Torontos Architekturbüros bemerkt werden: Mehr Frauen wurden eingestellt. Dennoch sind Frauen in Führungspositionen nach wie vor rar.
Betsy Williamson ist stellvertretende Vorsitzende des Waterfront Toronto Design Review Panel und engagiert sich dort für eine qualitätvolle Entwicklung des Hafenviertels von Toronto.
Williamson ist Mitglied des Royal Architectural Institute of Canada (RAIC).

## Preise und Auszeichnungen
Im Folgenden sind die nicht-projektbezogenen Auszeichnungen aufgelistet.
- 2006: Young Architects Award von der Architectural League of New York an Williamson Williamson[10]
- 2006: Williamson Williamson wurden von der Zeitung National Post unter die 40 besten Designbüros in Kanada unter 40 eingereiht[9]
- 2008: Ronald J. Thom Award für Frühe Designleistung vom Canada Council for the Arts[9]
- 2010: Bei der Verleihung des Governor General’s Medals in Architecture des RAIC war Betsy Williamson Jurymitglied[2]
- 2012: Prix de Rome for Architecture in der Kategorie Professional vom Canada Council of the Arts an Williamson Chong Architects[8][11]
- 2014: Emerging Architectural Practice Award vom RAIC an Williamson Chong Architects[8]
- 2014: Emerging Voices Award der Architectural League of New York an Williamson Chong Architects[12]
- 2022: Mitglied der Jury des Canadian Architect Award[8]

## Projekte und Preise (Auswahl)
Das Fertigstellungsdatum bestimmt die Reihenfolge der aufgelisteten Projekte.

### Williamson Williamson
- 2009: House in Frogs Hollow[13]
  - 2010: Design Excellence Award von der Ontario Association of Architects (OAA)
  - 2010: Design Exchange Award in der Kategorie Residential Architecture
  - 2011: North American Wood Design Award
  - 2011: Wood WORKS! Award
  - 2014: Residential Architect Design Award
- 2018: House on a Slope[14]
- 2020: Osler Bluff Ski Club[15]
  - 2020: Canadian Interiors Best of Canada
  - 2020: Best of Year der Zeitschrift Interior Design Magazine
  - 2021: Im Rahmen der Grands Prix du Design: Platinum in der Kategorie Special Awards (Acoustic), Platinum in der Kategorie Public Building (Sport & Leisure), Gold in der Kategorie Special Awards (Wood Featured in an Interior Design Project)
  - 2022: Erwähnung beim Wood Design and Building Award
  - 2022: Rethinking The Future Architecture Award: 2. Preis in der Kategorie Sports and Recreation
- 2022: Garden Laneway House[16][17]
  - 2022: Brick in Architecture Award der Brick Industry Association
  - 2023: Award of Merit bei den AZ Awards der Zeitschrift Azure
  - 2023: Im Rahmen der Grands Prix du Design: Zwei Platinum Awards und ein Gold Award
  - 2023: Ehrenpreis bei der Verleihung des Residential Architect Design Awards der Zeitschrift Architect
- 2022: Cannoe, Ladeneinrichtung für den Vertrieb von Cannabis-Produkten[18]
  - 2022: Im Rahmen der Grands Prix du Design: zwei Gold Awards
  - 2022: Best of Canada Award der Zeitschrift Canadian Interiors

### Williamson Chong Architects
- 2011: Abbey Gardens[19]
  - 2011: Canadian Architect Award of Excellence für Abbey Gardens
- 2013: La Grotte Verdoyante[20]
- 2014: Roxborough Residence[21]
- 2014: Blantyre House[22][23]
  - 2019: Best of Canada Award[24]
- 2014–2017: Pilot Coffee Roasters, Kaffeerösterei, Lager, Verwaltung und mehrere Cafés in Toronto[25][26]
- 2014: Howland Residence, Toronto[27]
- 2014: Interior Design Best of Year Merit Award[28]
- 2015: Aalto University Campus[29]
- 2016: Stafford Extension[30]
- 2016: House on Bala Line[31]
- 2016: Grange Triple Double[32]
  - 2016: Canadian Green Building Award (CaGBC) in der Kategorie Innovation in Sustainability[33]
- 2016: House on Ancaster Creek[34][35]
  - 2017: Best of Year der Zeitschrift Interior Design
  - 2017: Ontario Wood Works Award
  - 2018: Best of Canada von der Zeitschrift Canadian Interiors
  - 2018: Michael V. and Wanda Plachta Award von der OAA
  - 2018: OAA Award of Excellence